# Bob Hartley
Robert Hartley (Hawkesbury, 7 settembre 1960) è un allenatore di hockey su ghiaccio canadese che in carriera ha allenato nella National Hockey League le squadre dei Colorado Avalanche, vincendo una Stanley Cup, gli Atlanta Thrashers e i Calgary Flames.

## Biografia
Nonostante il cognome Robert Hartley nacque in una famiglia francofona, ed imparò l'inglese a scuola. Prima di intraprendere la carriera da allenatore di hockey su ghiaccio lavorò come operaio alla catena di montaggio nella fabbrica della PPG Industries di Hawkesbury.

## Carriera
Bob Hartley iniziò ad allenare nella stagione 1991-92 la formazione dei Laval Titan, formazione della Quebec Major Junior Hockey League; l'anno successivo giunse subito alla conquista della Presidents' Cup. Dopo tale successo fu chiamato da Jacques Martin per ricoprire il ruolo di assistente allenatore dei Cornwall Aces, formazione della American Hockey League affiliata ai Quebec Nordiques. Quando nel 1994 Martin fu richiamato sulla panchina dei Nordiques, Hartley fu nominato capo allenatore degli Aces.
Prima dell'avvio della stagione 1996-97 Bob Hartley fu scelto come allenatore degli Hershey Bears, squadra con cui all'esordio giunse al successo della Calder Cup. Dopo un'altra annata trascorsa in AHL nel 1998 Bob Hartley approdò per la prima volta in National Hockey League sulla panchina dei Colorado Avalanche, subentrando a Marc Crawford. Con gli Avalanche giunse alla vittoria della Stanley Cup nel 2001 sconfiggendo in finale i New Jersey Devils.
L'esperienza sulla panchina degli Avalanche terminò il 19 dicembre 2002, dopo un avvio difficile di stagione; fu sostituito come capo allenatore da Tony Granato dopo aver ottenuto 193 successi su 359 incontri disputati. Meno di un mese dopo ritornò sulla panchina di una franchigia della NHL, subentrando a Curt Fraser alla guida degli Atlanta Thrashers. Pur avendo raggiunto per la prima volta i playoff nella stagione 2006-07, Hartley nell'ottobre del 2007 fu licenziato dopo aver perso le prime 6 gare della stagione. Negli anni successivi fece il commentatore televisivo sull'emittente canadese francofona RDS.
Nel marzo del 2011 fu ufficializzato il suo ritorno su una panchina, ingaggiato a partire dalla stagione 2011-2012 con un contratto di due anni dalla squadra svizzera dei ZSC Lions. Alla fine della stagione 2011-2012 conquista il suo primo titolo di campione svizzero come allenatore, battendo lo SC Bern 4-3 nella serie finale dei playoff.
Il 31 maggio 2012 fece ritorno in National Hockey League sulla panchina dei Calgary Flames, nonostante avesse ancora un anno di contratto valido con i ZSC Lions. Venne licenziato nel maggio del 2016 dopo quattro stagioni alla guida della franchigia canadese e una partecipazione ai playoff.

## Palmarès

### Club
- Stanley Cup: 1

 Colorado Avalanche: 2000-2001
- Campionato svizzero: 1

 ZSC Lions: 2011-2012
- Calder Cup: 1

 Hershey Bears: 1996-1997
- President's Cup: 1

 Laval Titan: 1992-1993

### Individuale
- Jack Adams Award: 1

2014-2015